# Dallas Fuel
Dallas Fuel ist ein amerikanisches professionelles Overwatch Esports Team mit Sitz in Dallas, Texas. Fuel tritt in der Overwatch League (OWL) als Mitgliedsclub der Liga Pacific Division an. Fuel ist eines von zwölf Gründungsmitgliedern der OWL und war das zweite Franchise, dessen Marken von Activision Blizzard offiziell enthüllt wurden.

## Branding
Am 5. Oktober 2017 wurde die Marke Dallas Fuel offiziell enthüllt. Die Schaffung entstand aus der OWL-Anforderung für teilnehmende Franchises, um neue geolocated Marken, sowie Geschäftseinheiten zu schaffen, die für die Liga spezifisch sind.

### Name
Da das Franchise in Dallas, Texas, angesiedelt ist, war die Schaffung eines authentischen Namens für die Stadt Dallas und ihre Umgebung sowie eines, das „eine Vielzahl von eSports-Fans, traditionellen Sportfans und Spielefans ansprechen würde“ von größter Bedeutung während des Namensvorgangs. Der neue Investment-Partner Hersh Interactive Group, angeführt von Kenneth Hersh aus Dallas, wollte ebenfalls einen Namen, der eng mit seinen texanischen Wurzeln verbunden war und mit Hershs reichem Erbe in der Energiebranche verbunden war. Mit den oben genannten Kriterien wurde schließlich der Name Dallas Fuel gewählt.
Hastr0, Besitzer und gebürtiger Texaner, erklärte später, dass die Dallas Kultur und Wirtschaft so eng mit dem Energiesektor verbunden ist, dass der Name den Fans „etwas gegeben hat, das sie Dallas authentisch nennen können“ Tatsache.

### Logo
Das Logo für den Dallas-Kraftstoff kennzeichnet eine ikonenhafte blaue Flamme, die gegen eine mutige Schriftart gesetzt wird, die den Teamnamen ankündigt. Die Flamme im Logo wurde gewählt, um „den galvanisierenden Funken zu symbolisieren, den das Franchise bei eSports-Fans in Dallas anzünden sollte“ und die Branche als Ganzes. Randy Chappel, Geschäftsführer von Hersh Interactive Group, erklärte, dass „das Logo und die Identität der Dallas Fuel-Franchise das Erbe und die Stärke des Energiesektors in Texas und die Geschäftsgeschichte von Ken Hersh erkennen“.

### Farben
Die offiziellen Teamfarben sind blau, grau und schwarz. Blau dient als die primäre Teamfarbe, die die Tradition der Eltern-Esport-Organisation Team Envy, allgemein bekannt als „Boys in Blue“, und in Anerkennung der Zeit, die sie gespielt haben, bevor sie der OWL beitritt, würdigt.

### Uniformen
Die Fuel Trikots sind weiß bei Auswärtsspielen und blau bei Heimspielen. Die Uniformen haben das Jack-in-the-Box-Logo, den ersten OWL-Trikotsponsor, der prominent auf der Vorderseite platziert ist.

## Eigentum und Finanzen
Am 6. August 2017 wurde zum ersten Mal berichtet, dass das Team Envy, mit Investitionen außerhalb des Unternehmens, kurz davor stand, den Franchise-Spot Austin-Dallas OWL für 20 Millionen US-Dollar zu erwerben. Bald nachdem der Investor als Hersh Interactive Group von Kenneth Hersh geführt offenbart wurde. Am 18. September bestätigte Team Envy Besitzer Michaelangelo „Hastr0“ Rufail, dass sie eine Multimillionen-Dollar-Investition von HIG gesichert hatte, wobei HIG als strategischer Partner der Organisation dienen sollte, während Hastr0 als Haupteigner und Betreiber des Teams bleiben würde. Am 20. September gab Blizzard offiziell bekannt, dass das Dallas-Franchise, jetzt als Dallas Fuel bekannt, von Team Envy abgeholt worden war.
Im November 2017 unterzeichnete das Team Envy einen Multi-Millionen-Dollar-Vertrag mit der Restaurantkette Jack in the Box. Im Rahmen des Vertrags wurde Jack in the Box das offizielle Schnellrestaurant und exklusiver Trikot-Partner Fuels, und sein Logo wurde in offizieller Team-Kleidung zum Kauf angeboten. Die Team-Partnerschaft war die erste ihrer Art in der OWL.

## Roster

### Organisation
| Nr. | Alias       | Name                  | Nationalität       | Beitrittsdatum | Position          |
| --- | ----------- | --------------------- | ------------------ | -------------- | ----------------- |
| 47  | Hastr0      | Mike Rufail           | Vereinigte Staaten | 20. Sep. 2017  | Co-Besitzer       |
|     | Ken Hersh   | Ken Hersh             | Vereinigte Staaten | 20. Sep. 2017  | Co-Besitzer       |
| 0   | TazMo       | Mat Taylor            | Vereinigte Staaten | 5. Okt. 2017   | General Manager   |
|     | Wolf        | Clint Petrzelka       | Vereinigte Staaten | 2018           | Player Manager    |
| 1   | Aero        | Aaron Atkins          | Vereinigte Staaten | 15. Mai 2018   | Cheftrainer       |
|     | Vol’Jin     | Kang Min-Gyu (강민규) | Südkorea           | 16. Apr. 2018  | Assistant-Coach   |
| 97  | Jayne       | Justin Conroy         | Kanada             | 25. Juli 2018  | Assistant-Coach   |
|     | Tikatee     | Louis Leben-Wong      | Kanada             | 25. Juli 2018  | Assistant-Coach   |
|     | daemoN      | Julien Ducros         | Frankreich         | 3. Apr. 2019   | Assistant-Coach   |
|     | JayHairston | Jay Hairston          | Vereinigte Staaten | 3. Apr. 2019   | Community Manager |
| 39  | EFFECT      | Hyeon Hwang           | Südkorea           | 12. Apr. 2019  | Streamer          |

Stand: 15. August 2019

### Ehemalige Organisation
| Nr. | Alias  | Name              | Nationalität       | Beitrittsdatum | Austrittsdatum | Position        | Zeitspanne (Tage) |
| --- | ------ | ----------------- | ------------------ | -------------- | -------------- | --------------- | ----------------- |
| 00  | KyKy   | Kyle Souder       | Vereinigte Staaten | 5. Okt. 2017   | 16. Apr. 2018  | Cheftrainer     | 194               |
| 3   | Peak   | Emanuel Uzoni     | Schweden           | ?              | 25. Juli 2018  | Assistant-Coach |                   |
|     | Violet | Dong-hwan Kim     | Südkorea           | 21. Dez. 2017  | 11. Mai 2019   | Player Manager  | 507               |
| 55  | cocco  | Christian Jonsson | Schweden           | 4. Sep. 2018   | 2. Apr. 2019   | Tank-Coach      | 211               |

Stand: 15. August 2019

### Spieler
| Nr. | Alias     | Name                                       | Nationalität       | Position     |
| --- | --------- | ------------------------------------------ | ------------------ | ------------ |
| 5   | aKm       | Dylan Bignet                               | Frankreich         | DPS          |
| 9   | HarryHook | Jonathan Tejedor Rua                       | Spanien            | Flex Support |
| 7   | Mickie    | Pongphop Rattanasangchod (ปองภพ รัตนแสงโชติ) | Thailand           | Flex Tank    |
| 2   | OGE       | Son Min-Seok (손민석)                      | Südkorea           | Tank         |
| 13  | Taimou    | Timo Kettunen                              | Finnland           | Flex DPS     |
| 24  | uNKOE     | Benjamin Chevasson                         | Frankreich         | Support      |
| 17  | Closer    | Wonsik Jung                                | Südkorea           | Support      |
| 22  | ZachaREEE | Zachary Lombardo                           | Vereinigte Staaten | DPS          |
| 3   | NotE      | Lucas Meissner                             | Kanada             | Flex Tank    |
| 30  | Trill     | Ash Powell                                 | Australien         | Main Tank    |

Stand: 15. August 2019

### Ehemalige Spieler
| Nr. | Alias      | Name                  | Nationalität       | Beitrittsdatum | Austrittsdatum | Position | Zeitspanne (Tage) |
| --- | ---------- | --------------------- | ------------------ | -------------- | -------------- | -------- | ----------------- |
| 12  | xQc        | Félix Lengyel         | Kanada             | 28. Okt. 2017  | 11. März 2018  | Tank     | 135               |
| 10  | Custa      | Scott Kennedy         | Australien         | 27. Okt. 2017  | 2. Apr. 2018   | Support  | 158               |
| 27  | Rascal     | Kim Dong-jun (김동준) | Südkorea           | 21. Feb. 2018  | 16. Apr. 2018  | DPS      | 55                |
| 55  | cocco      | Christian Jonsson     | Schweden           | 5. Okt. 2017   | 4. Sep. 2018   | Tank     | 334               |
| 4   | chipshajen | Sebastian Widlund     | Schweden           | 5. Okt. 2017   | 4. Sep. 2018   | Support  | 334               |
| 23  | Seagull    | Brandon Larned        | Vereinigte Staaten | 5. Okt. 2017   | 7. Aug. 2018   | Flex DPS | 306               |
| 34  | rCk        | Richard Kanerva       | Finnland           | 11. Nov. 2018  | 2. Apr. 2019   | Flex     | 142               |
| 39  | EFFECT     | Hwang Hyeon (황현)    | Südkorea           | 5. Okt. 2017   | 6. Apr. 2019   | DPS      | 548               |

Stand: 15. August 2019